# Tag des Meeres (Bolivien)

Gebietsverluste Boliviens, das an Chile verlorene Gebiet in rot

In Bolivien wird der Tag des Meeres (spanisch Día del Mar) jährlich in Erinnerung an den Verlust des Departamento Litoral an Chile im Salpeterkrieg im 19. Jahrhundert begangen. Er wird jeden 23. März zur Ehrung Eduardo Avaroas mit einer Feier an der Plaza Avaroa in La Paz unter Teilnahme des Präsidenten und auch in vielen anderen Regionen im ganzen Land gefeiert. Für Bolivien ist der Tag des Meeres eine Gelegenheit, an die eigene Position zum ungelösten Konflikt zu erinnern und der Forderung zur Wiederherstellung eines eigenen Zuganges des Landes zum Pazifischen Ozean Nachdruck zu verleihen.